# Corneliu Robe
Corneliu Robe (23 de maio de 1908 - 4 de janeiro de 1969) foi um futebolista romeno que competiu na Copa do Mundo FIFA de 1930.